# Miguel Ortiz Berrocal
Miguel Ortiz Berrocal (Villanueva de Algaidas, Màlaga, 28 de setembre de 1933 - Antequera, Màlaga, 31 de maig de 2006) va ser un escultor  espanyol.

## Biografia

### Formació
És el primer fill d'un metge rural que va decidir enviar-lo a Madrid a estudiar quan va finalitzar la  guerra civil. La seva residència com a estudiant a Madrid li permet contactar promptament amb el món de les arts mitjançant les freqüents visites que realitza entre altres al Museu del Prado i al Museu Sorolla, donant curs a una primerenca vocació artística.
Malgrat el desig patern que es dediqués a la medicina, Miguel s'acaba matriculant a la Facultat d'Arquitectura, després de la seva formació acadèmica a la Facultat de Ciències Exactes de Madrid a 1952, com a preparació per a l'admissió a Arquitectura. alhora assisteix a l'Acadèmia de Belles Arts de San Fernando, l'Escola d'Arts Gràfiques i als cursos vespertins de l'Escola d'Arts i Oficis, on es converteix en deixeble de l'escultor Àngel Ferrant, qui serà el seu mestre i amic. Una altra faceta de la seva formació transcorre com a dibuixant en l'estudi de l'arquitecte Cast Fernández-Shaw i com a auxiliar amb diferents arquitectes en Roma entre 1952 i 1956.

## Inicis com a pintor i escultor
En 1952 exposa per primera vegada en la Galeria Xagra de Madrid, dibuixos de gent i personatges de  Algaidas i de Madrid, sota la signatura del seu primer cognom, Ortiz. Aquest mateix any obté una beca per estudiar a Itàlia, on entra en contacte amb les grans fites de la civilització romana i on descobreix l'obra de Picasso a la gran exposició de la Galleria Nazionale d'Arte Moderna de Roma.
L'obligatorietat del servei militar, el fa tornar a Espanya en 1954, i reprenent els seus estudis de Ciències Exactes i els cursos de dibuix i escultura. Exposa les seves pintures i dibuixos al Pavelló Espanyol de la  XXVII Biennal de Venècia. A 1955, aconsegueix una beca de l'Institut Français de Madrid per anar a París, on continua la seva activitat de pintor i coneix Picasso. També fa amistat amb els escultors Cardenas i Alberto Giacometti. Torna a Roma, on coneix Alberto Burri,  Afro, Guerrini,  Consagra,  Perilli i altres artistes de l'escola romana de la postguerra, iniciant-se en el món del disseny, principalment l'escultura i el disseny de mobles, que passaria a convertir-se en el seu mitjà de vida. S'associa a un grup d'arquitectes, amb els quals havia estat treballant des de feia temps com aquarel·lista, delineant i ajudant; i en 1956 realitza la seva primera escultura pública, després de guanyar el concurs per a l'adjudicació: les 400 reixes dels balcons de la  Cambra de Comerç de Carrara.
Va aconseguir amb aquesta primera obra pública un èxit notable, cosa que li va permetre traslladar-se a París a 1957, on es construeix una casa-estudi a Crespières (prop de París) segons un projecte de Le Corbusier, amb qui entraria en contacte. Romandrà a París fins a 1964 data en què s'instal·la definitivament a Itàlia. Durant aquesta època de residència a França trenca definitivament amb l'arquitectura i es dedica plenament i en exclusivitat a l'escultura, realitzant encàrrecs, alguns d'obres de grans dimensions, la qual cosa va portar a la invenció dels "múltiples".
En 1957 exposa les seves primeres escultures en ferro a la galeria La Medusa de Roma. Juli González i Pellicer i Eduardo Chillida exerceixen gran influència en aquestes primeres obres que mostren estructures  filiformes de ferro forjat realitzades principalment amb estris del món rural.
En 1958 Grand Torse i Hommage a Piero della Francesca, marquen l'inici d'una sèrie de creacions de volums i de formes articulades o desmuntables en pocs elements realitzades en ferro forjat i  soldat.

### Trasllat a Itàlia
En 1962, mentre es dirigia a la Biennal de Venècia, si continua recerca de foses, recala a Verona on troba una petita fosa disposada a realitzar les seves obres. Amb ells iniciarà una aventura que farà de Verona i dels seus foses un dels centres més importants per a la fusió de l'art contemporani. A més de les seves escultures, Berrocal portarà a fondre a Verona als més destacats escultors de l'època:  Miró,  Dalí,  Magritte,  de Chirico,  Matta,  César, Etienne Martin,  Penalba i molts altres. A 1962 - 1963, exposa a París i Nova York, entrant a formar part de la col·lecció del MOMA. La necessitat de comptar amb millors foneries l'obliga a viatjar setmanalment entre París i Verona, ciutat en la qual s'estableix definitivament a 1964. El 1967 es trasllada a viure a Vila Rizzardi a Negrar, localitat molt propera a Verona, i que serà la seva residència fins a 2004. A partir de 1968 treballa alhora en obres monumentals i en múltiples de petit format.
En 1968 és nomenat pel André Malraux, Ministre de Cultura francès, " Chevalier de l'Ordre des Arts et des Lettres ". Exposa al  Palais de Beaux Arts de Brussel·les, on, amb motiu de l'exposició, coneix Henry Moore, que es convertirà en un dels seus millors amics, i al Baró Lambert, amb qui s'inaugurarà una àmplia sèrie de col·leccionistes i amics belgues.
En 1971 coneix a Maria Cristina Blais de Sajonia-Coburgo Bragança, amb qui es casarà a 1976, tenint per fills: 
- Carlos Berrocal de Sajonia-Coburgo Bragança (Verona, 1976)
- Beltrán Berrocal de Sajonia-Coburgo Bragança (Verona, 1978)

En 1972 la ciutat de Màlaga li encarrega un gran monument homenatge a Picasso, que presentarà a 1976 al Rond-Point dels  Champs Elysées de París abans de ser definitivament col·locat als Jardins de Picasso de Màlaga.
En 1981 Berrocal realitza dues grans tapissos de patchwork per  Vogue Internacional. Viatja i exposa de nou a Nova York. En aquest viatge coneixerà Andy Warhol qui li realitza el seu retrat.
En 1984 el Ministeri de Cultura d'Espanya li dedica una important retrospectiva al  Palau de Velázquez de Madrid. Aquesta exposició va ser molt significativa per Berrocal, ja que va suposar el seu retorn a Espanya després de gairebé trenta anys d'absència. A més a ella va arribar a reunir 176 escultures, que van agrupar en cinc seccions depenent de la seva temàtica: primeres obres, torsos, figures femenines, figures recolzades i caps, animals i personatges. Després de Madrid l'exposició es presenta al  Palau Meca de Barcelona i al Batanique de Brussel·les en ocasió de "Europalia". A 1988, Berrocal visita el seu poble natal, Villanueva de Algaidas, on els seus conciutadans havien fundat el 1984 l'Associació d'Amics de Berrocal amb la finalitat de crear un centre de documentació i un museu dedicat a l'escultor.
El gener de 1990 inicia la seva cavalcadura en el món de l'escenografia i vestuaris realitzant els destinats a l'òpera Carmen, la representació va tenir lloc a l'estiu d'aquest mateix any.
Al març de 1992 va presentar a Verona dos importants: un tors d'atleta olímpic i una figura femenina multiforme, destinades a estar al pavelló del Comitè Olímpic Internacional i per l'auditori de la Cartoixa respectivament durant l'Exposició universal de Sevilla. Per la seva banda, l'obra denominada "Citius altius fortius", ha estat considerada com la culminació d'una investigació duta a terme per l'artista durant anys; també destaquen en aquest moment la figura femenina anomenada "Doña Elvira", escultura multiforme l'antecedent està en la "Odalisca" de 1963 que era una obra senzilla de concepte, i al monument a Picasso situat a Màlaga.
En 1993 li va ser concedida pel Consell de Govern de la Junta d'Andalusia la Medalla d'Or d'aquesta comunitat autònoma.
En 1999 té lloc una altra gran exposició personal en el  Centre Conde Duque de Madrid, que es trasllada al Teatre Campoamor d'Oviedo i a Màlaga. El 2001 es col·loca la primera pedra del Museu Berrocal a Villanueva de Algaidas, sota el projecte dels arquitectes Maria Fraile i Javier Revillo (premi  IberFAD d'Arquitectura, 1997) 
En el 2002 participa en l'exposició itinerant per tot Europa sobre el disseny de l'Euro "Ecume, Autours de la Monnaie unique", organitzada pel govern francès. A l'estiu s'inaugura una altra gran retrospectiva a l'Institut Valencià d'Art Modern (IVAM), que inclou escultures i dibuixos. La retrospectiva de l'IVAM continua a la primavera de 2003 al " Palau Episcopal" de Màlaga. Durant aquest any exposa també a Bèlgica, Venècia, Frankfurt del Main i Roma.

### Retorn a Espanya
Després d'haver viscut i treballat a Negrar, Verona (Itàlia) des 1964, a la fi de 2004 Miguel Berrocal decideix tornar definitivament a Villanueva de Algaidas, el seu poble natal, on obre el seu nou taller. Un cop instal·lat al seu poble comença a escriure les seves memòries ia preparar el catàleg general de les seves escultures, i el catàleg general de tota la seva obra gràfica. Participa en el "simposi Creator Vesevo" convocat per la ciutat d'Herculà (Nàpols, Itàlia). Fruit d'aquest simposi és el monumental tors realitzat a pedra volcànica que s'instal·la a la tardor de 2005 en el vessant de Vesuvi. El “Torso Vesuvio” amb un pes de 24 tones es converteix en l'escultura més pesada de Berrocal.
En 2006 conclou un gran nu recolzat instal·lat al llac de Como (Itàlia). Acaba d'escriure les seves memòries i comença a treballar amb gran entusiasme en dibuixos i esbossos de noves obres. Miguel Berrocal mor en Antequera el 31 de maig de 2006 en plena activitat creativa.

## Estil
Des de la seva joventut es va interessar per un sistema d'escultura desmuntable i combinatori que caracteritza tota la seva posterior producció escultòrica. En ella hi ha una recerca constant de nous conceptes i espais desconeguts a l'interior de la mateixa estructura que obre el camí perquè l'espectador s'endinsi en el món de la construcció i la desconstrucció. L'obra de Berrocal trastoca la noció tradicional d'escultura, fent un pas més enllà cap al concepte del contemporani. La seva escultura desmuntable permet la intromissió de la forma interna a l'exterior, l'escultura es fa des de i per dins, per primera vegada, l'escultura es despulla de la seva superfície per ensenyar la seva part més oculta.
Recorre a temes clàssics (torsos, caps o figures reclinades) i, sobretot, a un cert antropomorfisme per evitar un resultat excessivament geomètric i abstracte, encara que és evident la impregnació de les matemàtiques o l'arquitectura en les seves escultures, fruit de la seva pròpia personalitat i de la seva formació acadèmica.
El seu estil es caracteritza per la inspiració hel·lènica, pel barroquisme i la complexitat i amplitud de les formes. La meticulositat i precisió en la realització de complexes peces manipulables, l'exactitud dels seus dissenys i els posteriors acoblaments, donen com a resultat elements escultòrics formats, al seu torn, per altres peces que tenen una identitat pròpia. És precisament aquesta dificultat que comporta la realització de cadascuna de les seves escultures la que l'impulsa, a partir de 1962, a realitzar les mateixes de manera seriada. Amb això obre la possibilitat a l'escultor de multiplicar les seves peces de la mateixa manera que ho fan els pintors gràcies als procediments que les Arts Gràfiques els brinden. Així doncs, un mateix tema, es repeteix en una dimensió diferent, amb elements nous, combinats i disposats de manera diferent.
La seva obra és el resultat d'una ferma investigació sobre materials i tècniques. L'aplicació a l'escultura de tecnologies fins llavors mai utilitzades amb finalitat artística, ajuda a aclarir la simbiosi total entre art, ciència i tecnologia, que sempre ha estat característica de la investigació plàstica de Berrocal.
A partir de 1974 el seu estil es depura extraordinàriament, passant a realitzar formes la mecànica és més senzilla. En la seva etapa més recent es va servir d'un dibuix cada vegada més sintètic i essencial. Des que el 1952 tingués lloc a la galeria Xagra de Madrid la seva primera exposició individual, ha realitzat nombroses mostres arreu del món i la seva obra es troba en importants museus i institucions tant europees com americanes, consagrant a Berrocal com un dels artistes espanyols més significatius de la nostra època.

## Obres destacades
- Opus 8 BALAUSTRADAS 1955-57 Roma
- Opus 28 LA BOÎTE DECOUPÉE 1959 Roma
- Opus 30 ESCULTURA 1958 Roma
- Opus 31 GRAND TORSE 1959 Roma
- Opus 32 LE BIJOU 1960 Roma
- Opus 38 TORSO HER 1961 Crespières
- Opus 43 PAJARO COMO LEON 1961 Crespières
- Opus 45 MUJER 1961 Crespières
- Opus 50 VIA APPIA 1961 Crespières
- Opus 55 LES AMANTS 1961 Crespières
- Opus 60 MERCEDES 1962 Crespières
- Opus 83 LA FEMME PRISIONNIERE 1963 Crespières
- Opus 92 MARIA DE LA O 1962-64 Crespières
- Opus 101 ROMEO E GIULIETTA 1966-67 Crespières-Verona
- Opus 107 MINI DAVID 1967 Negrar
- Opus 114 GOLIATH 1968-72 Negrar
- Opus 115 RICHELIEU 1968-73 Negrar
- Opus 117 LA MENINA II 1972 Negrar
- Opus 123 IL COFANETTO 1969-75 Negrar
- Opus 129 MONUMENTO A PICASSO 1972-74 Negrar
- Opus 130 ALMUDENA1974 Negrar
- Opus 166 MANYMOREHORSES 1976-79 Negrar
- Opus 167 OMAGGIO AD ARCIMBOLDO 1976-79 Negrar
- Opus 250-259 ALMOGAVAR I – X 1981-83 Negrar
- Opus 397 MANOLONA 1991-92 Madrid
- Opus 444 ADRIANO BIG 1994 Negrar

## Principals exposicions personals
- 2009 Berrocal, Guerreros y Toreros, Plaza Nueva, Sevilla. Organizada por la Fundación Escultor Berrocal en colaboración con la Fundación Unicaja
- 2008 Berrocal, Guerreros y Toreros, Plaza de la Constitución, Málaga. Organizada por la Fundación Escultor Berrocal en colaboración con la Fundación Unicaja
- 2006 Miguel Berrocal, Ferri e bronzi 1955/65, Lorenzelli Arte, Milano
- 2005 Berrocal un malagueño universal, Centro de Exposiciones, Benalmádena, Málaga
- 2005 Venice Design Art Gallery, Venezia
- 2004 Berrocal en Cap Roig, esculturas de gran formato, Jardí Botànic de Caixa de Girona, Calella de Palafrugell, Girona
- 2004 Berrocal, Galeria Barcelona, Barcelona
- 2003 Berrocal, Sala del Palacio Episcopal, Málaga
- 2003 Miguel Berrocal, Die Galerie, Frankfurt am Main
- 2003 Piretti Art Gallery, Knokke
- 2002 Berrocal, IVAM, Institut Valencià d'Art Modern, Valencia
- 2000 Sala de Unicaja, Palacio Italcable, Málaga
- 2000 Miguel Berrocal, Sculpturen - juwelen - tekeningen, Fondation Veranneman, Kruishoutem
- 1999 Centro de Arte Moderno Ciudad de Oviedo, Oviedo
- 1999 Centro Cultural del Conde Duque, Madrid
- 1998 Berrocal Forme et Mouvement, Musée Olympique, Lausanne
- 1995 Berrocal Sculture e Disegni 1958-1995, Galleria d'Arte Moderna Palazzo Forti, Verona
- 1994 Multipel Opus 1962 - 1993, Galerija Cankarjev Dom, Ljubljana
- 1993 Interkolumnie, Museion - Museo d'Arte Moderna, Bolzano
- 1991 Berrocal, Reflex Modern Art Gallery, Amsterdam
- 1990 Almogávares, Gallery Guy Pieters, Saint-Martens-Latem
- 1985 Berrocal 1955-1985, Le Botanique, Bruxelles
- 1984 Antologica Berrocal (1955-1984), Palacio de Velázquez, Parque del Retiro, Madrid. Organizada por el Ministerio de Cultura
- 1984 Almogávares - Desperta Ferro, Galerie Isy Brachot, Bruxelles
- 1984 Berrocal, Vingt ans de sculptures editées 1964-1984, Artcurial, Paris 1982 Gallery Gekkoso, Tokio
- 1981 Berrocal, sculptures, Arnold Katzen Gallery, New York
- 1980 Berrocal, Circolo Artistico Palazzo delle Prigioni Vecchie, Venezia
- 1979 Berrocal Multiple Sculptures, The Art Contact Gallery 2, Coconut Grove, Florida
- 1979 Miguel Berrocal. Obra gráfica y esculturas, Museo Carrillo Gil, Ciudad de México
- 1979 Berrocal: à la découverte des constructions intérieures, Artcurial, Paris
- 1979 Berrocal, sculptures et multiples, Musée de l'Athénée, Genève
- 1977 Berrocal, Galería Rubbers, Buenos Aires
- 1977 Berrocal, nuevas esculturas múltiples, Galería Sen, Madrid
- 1976 Artcurial, Paris
- 1976 Indianapolis Museum, Indianapolis
- 1973 Bienal de São Paulo, Pabellón Español, Exposición monográfica, São Paulo
- 1972 Palazzo delle Prigioni Vecchie, Venezia
- 1972 Espace Pierre Cardin, Paris
- 1972 Sculptures en or et en argent, Cartier, München
- 1970 Ulmer Museum, Ulm
- 1968 Palais des Beaux-Arts, Bruxelles
- 1968 Galerie Krugier, Genève
- 1965 Galerie Thomas, München
- 1963 Galerie Ziegler, Zürich
- 1962 Three sculptors, Berrocal, Ipostéguy, Müller, Albert Loeb Gallery, New York
- 1962 Galerie Kriegel, Paris
- 1960 Galleria Apollinaire, Milano
- 1958 Galleria La Medusa, Roma
- 1952 Galería Xagra, Madrid